# Vụ phun trào núi Vesuvius năm 79
Núi Vesuvius, một núi lửa dạng tầng tọa lạc tại Ý, phun trào vào khoảng chiều ngày 24/08 năm 79 công Nguyên thuộc một trong những vụ phun trào núi lửa tồi tệ nhất trong lịch sử châu Âu, được Pliny Trẻ, một quản đốc và nhà thơ người La Mã chứng kiến và ghi chép lại.
Núi Vesuvius phun ra một đám mây chứa đầy mạt vụn núi lửa và khí núi lửa siêu nóng đến độ cao 33 km, bắn ra dung nham, đá bọt dạng bột và tro nóng với khối lượng 1,5 triệu tấn mỗi giây, giải phóng năng lượng nhiệt gấp 100.000 lần các vụ ném bom nguyên tử xuống Hiroshima và Nagasaki.
Một số khu định cư của người La Mã đã bị xóa sổ và chôn vùi bên dưới những lớp mạt núi lửa và đá tro ngưng tụ, nổi tiếng nhất là Pompeii và Herculaneum. Sau khi các cuộc khai quật khảo cổ tiết lộ nhiều về cuộc sống của những cư dân cổ đại La Mã, khu vực này đã trở thành một điểm thu hút khách du lịch, và hiện là Di sản thế giới của UNESCO và là một phần của Công viên Quốc gia Vesuvius.
Tổng dân số của cả hai thành phố đó là trong khoảng 16.000-20.000. Phần còn lại của hơn 1.500 người đã được tìm thấy tại Pompeii và Herculaneum, nhưng số người thiệt mạng vẫn chưa rõ ràng. Các kiểu phun trào núi lửa kiểu Vesuvius được đặt tên theo sự kiện này, đặc trưng bởi các cột phun trào khí nóng và tro bụi nổ lên tầng bình lưu, sự kiện này cũng bao gồm các dòng chảy mạt tro núi lửa giống với kiểu phun trào Peléan.

## Các vụ tiền trấn

Ngày cuối cùng của Pompeii - sáng tác bởi Karl Bryullov, tại bảo tàng Nga, Sankt-Peterburg

17 năm trước vụ phun trào Vesuvius, một trận động đất ở Pompeii vào ngày 5 tháng 2 năm 62 CN đã tàn phá các khu dân cư quanh vùng vịnh Naples. Nhiều thiệt hại từ trận động đất đó vẫn chưa được tu sửa cho tới năm 79. Sử gia Seneca Trẻ có ghi chép cái chết của 600 con cừu bởi "không khí nhiễm độc" ở vùng lân cận Pompeii. Nhà nghiên cứu núi lửa Haraldur Sigurðsson so sánh hiện tượng này với những cái chết tương tự của cừu tại Iceland do khí carbon dioxide núi lửa gây ra và suy đoán rằng trận động đất năm 62 có liên quan đến các hoạt động trong lòng núi lửa Vesuvius.
Một trận động đất nhỏ hơn xảy ra vào năm 64 đã được sử gia Suetonius ghi chép lại trong tiểu sử về Hoàng đế Nero, và cũng được Tacitus ghi chép lại trong cuốn Biên Niên Sử bởi lẽ nó diễn ra đúng dịp Nero lần đầu tiên biểu diễn tại một nhà hát công cộng ở Napoli. Suetonius chép rằng hoàng đế biểu diễn cho đến cuối buổi mà chẳng hề biết một cơn động đất đã xảy ra, nhưng Tacitus lại chép rằng nhà hát sụp đổ ngay sau khi người bên trong được sơ tán.
Dân địa phương đã quen với những cơn động đất nhỏ trong khu vực. Nhà văn Pliny Trẻ viết rằng những sự kiện đó "không đáng báo động vì chúng thường xuyên xảy ra ở Campania". Nhiều cơn rung trấn xảy ra trong khoảng 4 ngày trước khi ngọn núi phun trào và trở nên thường xuyên hơn, nhưng không ai để ý hoặc quan tâm đến những lời cảnh báo này.

## Bản chất của vụ phun trào
Những kịch bản phục dựng vụ phun trào và ảnh hưởng chi tiết của nó khác nhau đáng kể tùy vào từng giả thuyết nhưng vẫn nhất trí điểm tổng thể. Vụ phun trào kéo dài trong vòng 2 ngày. Buổi sáng ngày đầu tiên diễn ra khá bình thường dựa trên tài liệu duy nhất còn sót lại của nhân chứng duy nhất, Pliny Trẻ lúc đó đang ở Misenum, cách ngọn núi lửa 29 km (18 dặm Anh) về phía bên kia Vịnh Napoli (điều này có lẽ đã ngăn ông nhận ra những dấu hiệu ban đầu của vụ phun trào). Trong hai ngày tiếp theo, ông không có bất kỳ cơ hội nào để phỏng vấn những người đã chứng kiến tận mắt vụ phun trào ở Pompeii hoặc Herculaneum (trên thực tế, ông chưa từng đề cập đến Pompeii trong thư của mình), do vậy ông đã không thể nhận ra sớm hơn những vết rạn nứt nhỏ, những cột tro và khói phát ra trên núi, nếu những sự kiện như vậy có xảy ra vào sáng sớm.
Khoảng 1 giờ chiều, núi Vesuvius phun trào dữ dội, phun ra cột tro và đá bọt lên rất cao rồi rơi xuống mặt đất, phủ kín khu vực lân cận. Cuộc giải cứu và di tản dân cư diễn ra trong khoảng thời gian này. Trong đêm hoặc đầu ngày hôm sau, các dòng chảy mạt tro núi lửa bắt đầu tràn xuống núi. Những người ở xa tận Misenum cũng phải di tản. Dòng chảy rất nhanh, dày đặc và rất nóng, phá hủy toàn bộ hoặc một phần tất cả những thứ cản đường chúng, thiêu hủy hoặc làm nghẹt thở những người dân bị bỏ lại và làm biến dạng cảnh quan, bao gồm cả đường bờ biển. Những đợt phun trào này đi kèm với những cơn chấn động nhẹ và sóng thần thấp tại Vịnh Naples. Đến tối ngày thứ hai, vụ phun trào kết thúc, chỉ còn lại sương mù trong bầu không khí khiến cho ánh sáng ban ngày trở nên yếu ớt hẳn đi.
Pliny Trẻ có thuật lại về vụ phun trào như sau:
Những ngọn lửa khổng lồ đang thắp sáng nhiều phần của Vesuvius; ánh sáng và độ chói của chúng càng sống động hơn trong bóng tối của màn đêm... bây giờ là ban ngày ở những nơi khác trên thế giới, nhưng ở đây bóng tối tối hơn và dày hơn bất kỳ màn đêm nào

### Nghiên cứu địa tầng

Pompeii và Herculaneum, và nhiều thành phố La Mã khác bị ảnh hưởng bởi vụ phun trào núi Vesuvius. Phần màu đen biểu thị sự phân bố của tro, đá bọt và xỉ sau vụ phun trào. Trong hình sử dụng đường bờ biển hiện đại; Pliny Trẻ lúc đó đang ở Misenum.

Sigurðsson, Cashdollar và Sparks đã thực hiện một nghiên cứu địa tầng chi tiết về các lớp tro dựa trên các cuộc khai quật và khảo sát được công bố vào năm 1982. Kết luận của họ là vụ phun trào Vesuvius năm 79 diễn ra theo hai giai đoạn, kiểu Vesuvius và Pelean luân phiên sáu lần.
Đầu tiên, vụ phun trào kiểu Plinia, bao gồm một cột mảnh vụn núi lửa và khí nóng phun lên khoảng 15 km đến 30 km vào tầng bình lưu, kéo dài mười tám đến hai mươi giờ và tạo ra một đống đá và tro tàn di chuyển về phía nam của ngọn núi lửa, lớp tro tích tụ sâu đến 2,8 m tại Pompeii.
Sau đó, trong giai đoạn phun trào Pelean, những đợt dòng chảy mạt sắt và khí nóng lan tỏa trên mặt đất, đến tận Misenum, tập trung ở phía tây và tây bắc. Hai đợt mạt tro núi lửa đã nhấn chìm Pompeii, đốt cháy và làm ngạt bất kỳ sinh vật nào còn sót lại phía sau. Herculaneum và Oplontis hứng chịu đợt mạnh nhất và bị chôn vùi dưới các lớp mạt núi lửa, đá bọt vụn và các mảnh dung nham. Các đợt 4 và 5 được các tác giả tin rằng là đã phá hủy và vùi lấp hoàn toàn Pompeii. Các đợt mạt tro được xác định bởi các kiểu dạng cồn cát và thềm chéo, không được tạo ra bởi các loại bụi kế tiếp.
Vụ phun trào chủ yếu là do dung nham mạch nước (phreatomagmatic), trong đó năng lượng chính hỗ trợ các cột núi lửa nổ bắt nguồn từ hơi thoát ra từ nước biển thấm qua các đứt gãy nằm sâu trong khu vực, tiếp xúc với magma nóng.

#### Thời gian các vụ nổ
Trong một bài báo xuất bản năm 2002, Sigurðsson và Casey đã kết luận rằng một vụ nổ đầu tiên đã tạo ra một đám mây cột tro và đá bọt trút xuống Pompeii ở phía đông nam nhưng không xuất hiện trên Herculaneum, nơi ngược chiều gió. Sau đó, đám mây sụp đổ khi khí núi lửa dày đặc lại và mất khả năng hỗ trợ các thành phần rắn của chúng.
Các tác giả cho rằng vụ mưa tro đầu tiên xảy ra vào sáng sớm, vụ nổ với tiếng động nhỏ không nhìn thấy từ Misenum, khiến Rectina gửi tin nhắn của mình trong chuyến đi vài giờ quanh Vịnh Napoli, sau đó có thể qua được, đưa ra câu trả lời đến nghịch lý về cách người đưa tin có thể xuất hiện một cách kỳ diệu tại biệt thự của Pliny ngay sau một vụ phun trào phía xa ngăn cản ông ta.

## Hai Pliny

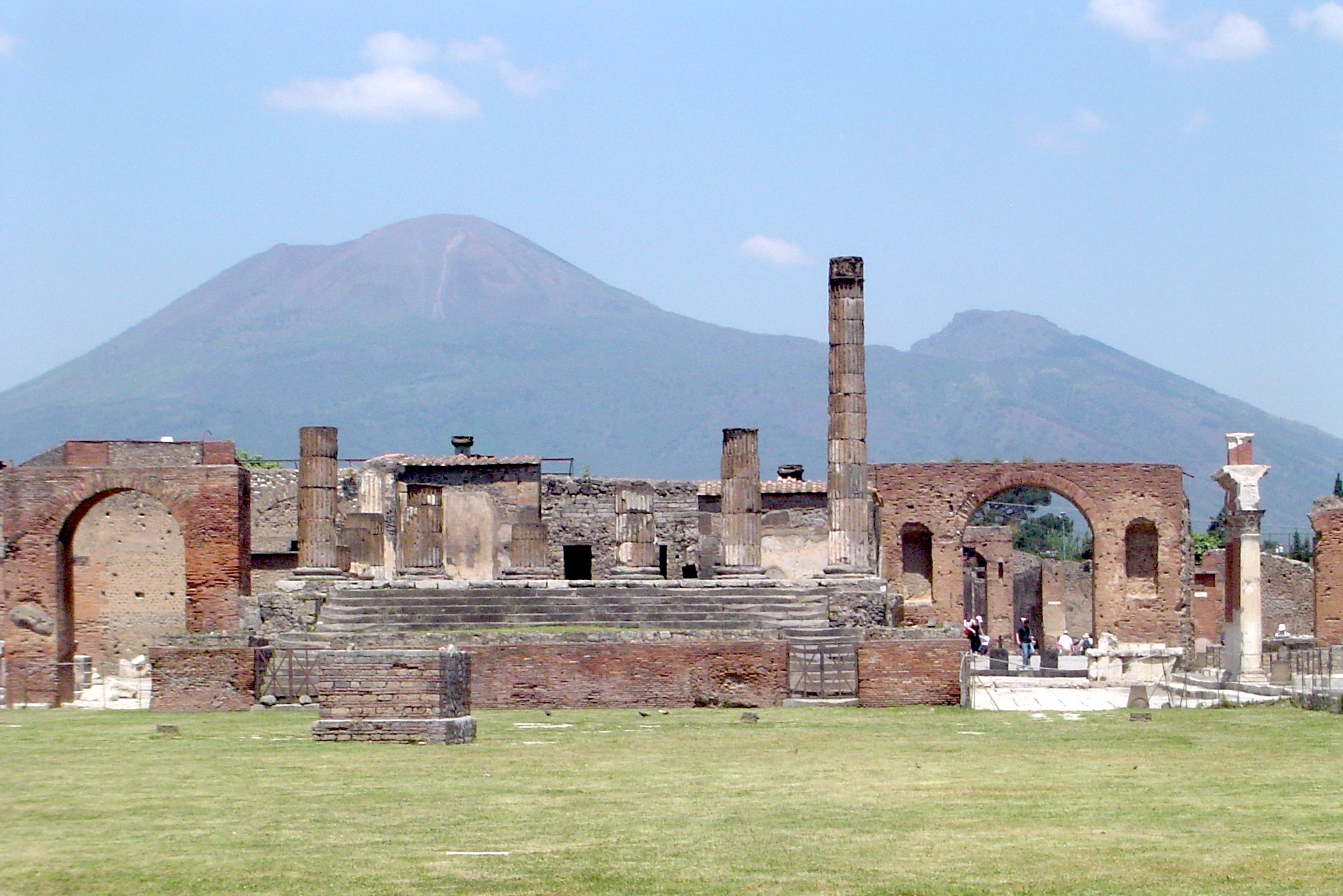
Cổ trấn Pompei với ngọn núi Vesuvius sừng sững phía xa

Ghi chép tận mắt duy nhất còn sót lại về vụ phun trào bao gồm hai bức thư được viết 25 năm sau của Pliny Trẻ (lúc núi lửa phun trào ông mới 17 tuổi) gửi cho sử gia Tacitus: Lá thư thứ nhất thuật lại những trải nghiệm của người chú Pliny Già, còn lá thư thứ hai chép lại những quan sát của ông ở bờ đối diện núi lửa. Tại Misenum, Pliny Già trông thấy vụ phun trào bên kia Vịnh Napoli (cách đó khoảng 29 km), bèn tập hợp một đội thuyền đi giải cứu một người bạn đang mắc kẹt bên kia. Pliny Trẻ không đi theo mà ở lại.

### Pliny Trẻ
Pliny Trẻ nhìn thấy một đám mây cực kỳ dày đặc đang nổi lên nhanh chóng trên ngọn núi:
hình dáng mà tôi không thể cung cấp cho các bạn một mô tả chính xác hơn bằng cách so sánh nó như một cây thông, vì nó bắn lên rất cao dưới dạng một thân cây rất lớn, rồi xòe ra ở đỉnh như cành cây. [...] đôi khi sáng lên rồi lại tối đi và lốm đốm, tùy vào mức độ thấm đẫm của đá và tro.

Nhận tin khẩn di tản vùng bờ biển, Pliny Già ra lệnh cho các hoạt động cứu hộ và thân chinh giong buồm sang bên kia. Pliny Trẻ bình tĩnh và tiếp tục sinh hoạt hằng ngày, học bài và tắm rửa, nhưng đêm đó, một cơn chấn động đánh thức ông và mẹ ông khiến họ phải chạy ra sân sau. Một trận động đất lúc bình minh khiến dân chúng hoảng loạn chạy khỏi ngôi làng. Rồi tới trận động đất lần ba thì "biển dường như tự cuốn mình lại và bị đẩy ra khỏi bờ", ám chỉ một cơn sóng thần sắp đến. Tuy nhiên, không có bằng chứng về thiệt hại do cơn sóng thần gây ra.
Ánh sáng buổi sớm bị che khuất bởi một đám mây đen le lói tia sáng, điều mà được Pliny ví như tia sét nhưng rộng hơn. Đám mây che khuất Mũi Misenum và đảo Capraia bên kia vịnh. Lo sợ cho sự sống còn của mình, dân chúng bắt đầu gọi nhau và di tản dọc theo con đường để tránh khỏi bờ biển. Mẹ của Pliny yêu cầu ông từ bỏ bà để cứu mạng chính mình, vì bà đã quá đỗi già yếu. Pliny không bỏ mặc mẹ và cố gắng dắt bà đi nhanh nhất có thể. Một cơn mưa tro bắt đầu đổ xuống. Pliny thấy rằng cần phải liên tục rũ tro để tránh bị chôn vùi. Sau đó cùng ngày, tro bụi ngừng rơi và mặt trời rọi chiếu tia sáng yếu ớt qua đám mây, khuyến khích Pliny Trẻ và mẹ ông trở về nhà và chờ đợi tin tức của Pliny Già. Bức thư miêu tả đống tro như một lớp tuyết. Rõ ràng là thiệt hại từ động đất và sóng thần tại địa điểm này không quá nghiêm trọng, bởi những ngôi nhà vẫn có thế ở được.

### Pliny Già
Chú của Pliny Trẻ, Pliny Già, là chỉ huy của hạm đội La Mã tại Misenum, nên quyết định điều tra hiện tượng này cận cảnh bằng một chiếc thuyền nhẹ. Lúc con thuyền chuẩn bị rời cảng, ông nhận được thông điệp của người bạn Rectina (vợ của Bassus) sống ở bờ biển dưới chân núi lửa, giải thích rằng nhóm của bà chỉ có thể thoát bằng đường biển và yêu cầu viện trợ. Pliny lập tức ra lệnh cho các tàu thuyền sang đó hỗ trợ di tản nhân dân. Ông tiếp tục lên con thuyền nhẹ của mình để giải cứu nhóm người của Rectina.
Ông băng qua vịnh và gặp phải những cơn mưa tro, đá bọt dày đặc ở vùng nước nông phía bên kia. Khi người lái thuyền khuyên rằng là nên quay lại, ông tuyên bố "Fortes fortuna iuvat" (vận may ủng hộ kẻ dũng cảm) và ra lệnh cho thuyền trưởng thẳng tiến tới Stabiae (cách Pompeii khoảng 4,5 km), nơi Tổng đốc La Mã Pomponiaus ở. Pomponiaus chất tài sản lên thuyền và đang chuẩn bị rời đi, nhưng trớ trêu thay cơn gió giúp đưa thuyền của Pliny đến, lại ngăn không cho bất cứ thuyền nào rời đi.
Pliny Già và nhóm của ông nhìn thấy ngọn lửa bùng lên ở nhiều phần của ngọn núi, điều mà Pliny và những người bạn của ông cho rằng là những ngôi làng đang cháy. Trong khi trú đêm ở đó, cả nhóm buộc phải ra ngoài do đống tro có thể sẽ chặn hết các lối ra. Họ đánh thức Pliny, người đang nằm nghỉ và ngáy lớn. Họ đồng ý di chuyển ra cánh đồng với những chiếc gối buộc vào đầu để bảo vệ mình khỏi các mảnh vụn rơi. Họ ra đến bãi biển nhưng gió vẫn không đổi chiều. Pliny ngồi xuống chỗ cánh buồm đã được trải sẵn cho ông và không thể gượng dậy ngay cả với sự hỗ trợ từ bạn bè, họ đành rời đi và cuối cùng trốn thoát bằng đường bộ. Rất có thể, ông đã suy sụp và tử vong, đó là lời giải thích phổ biến nhất về lý do tại sao bạn bè của ông lại bỏ rơi ông, mặc dù Suetonius đưa ra một lời giải thích khác cho rằng Pliny đã bảo một nô lệ kết liễu mạng sống của mình để tránh khỏi cơn bỏng rát của lửa. Làm thế nào mà người nô lệ thoát khỏi nơi đó để kể lại câu chuyện vẫn còn là một bí ẩn. Các lá thư của Pliny Trẻ không đề cập đến bất kì một nô lệ nào.
Trong lá thư đầu tiên gửi cho Tacitus, Pliny Trẻ cho rằng cái chết của người chú mình là do phản ứng của lá phổi yếu của ông với một đám mây khí độc, lưu huỳnh bao trùm cả nhóm. Tuy nhiên, Stabiae cách lỗ hơi núi lửa tận 16 km (gần nơi hiện nay là thị trấn Castellammare di Stabia) và những người bạn đồng hành của ông dường như không bị ảnh hưởng bởi khói bụi, và do đó nhiều khả năng Pliny đã chết vì nguyên nhân khác, chẳng hạn như đột quỵ, đau tim hoặc hen suyễn. Thi thể của ông được tìm thấy không có vết thương vào ngày hôm sau, sau khi đám khói đã tan đi.

## Thương vong
Ngoài Pliny Già, thương vong đáng chú ý khác của vụ phun trào được biết đến bằng tên là công chúa Do Thái Drusilla và con trai bà là Agrippa, đứa con được sinh ra sau cuộc hôn nhân của bà với công tố viên Antonius Felix. Người ta cho rằng nhà thơ Caesius Bassus đã chết trong vụ phun trào.
Đến năm 2003, khoảng 1.044 khuôn cơ thể được tạo ra từ vết in hằn của các thi thể bị chôn dưới các mỏ tro đã được thu hồi bên trong và xung quanh Pompeii, với xương cốt rải rác của 100 người khác. Phần còn lại của khoảng 332 thi thể đã được tìm thấy tại Herculaneum (300 trong các hầm vòm được phát hiện vào năm 1980). Bao nhiêu phần trăm những con số này là của tổng số người chết hoặc tỷ lệ phần trăm của người chết trong tổng số người có nguy cơ vẫn chưa được biết rõ.
38% trong số 1.044 đã được tìm thấy trong các mỏ tro rơi, phần lớn bên trong các tòa nhà. Những người này được cho là hầu hết thiệt mạng do sập mái, với số lượng nạn nhân nhỏ hơn được tìm thấy bên ngoài các tòa nhà có thể đã chết bởi những phiến đá rơi xuống hoặc bởi những tảng đá lớn hơn bị núi lửa bắn ra. Điều này khác với kinh nghiệm hiện đại, vì trong hơn 400 năm qua, chỉ có khoảng 4% nạn nhân thiệt mạng do tro bụi rơi xuống trong các vụ phun trào nổ. 62% còn lại được tìm thấy tại Pompeii nằm trong các đá mạt tro dung nham cứng và do đó có lẽ đã bị giết bởi chúng. Ban đầu người ta tin rằng do tình trạng của các thi thể được tìm thấy tại Pompeii và đường viền quần áo trên cơ thể, họ không chắc rằng nhiệt độ cao là một nguyên nhân quan trọng. Nhưng vào năm 2010, các nghiên cứu đã chỉ ra rằng trong đợt mạt tro thứ tư - lần mạt tro đầu tiên tới được Pompeii - nhiệt độ đạt tới 300 °C (572 °F).  Nhà nghiên cứu núi lửa Giuseppe Mastrolorenzo, người đứng đầu nghiên cứu, lưu ý: "(Nó) đủ để giết hàng trăm người trong một tích tắc của giây". Về việc tại sao các cơ thể bị khựng lại giữa hành động, "Các tư thế méo mó không phải là tác động của một cơn đau dài, mà là do co thắt tử thi, hệ quả của các cú sốc nhiệt lên xác chết."